# Buglere jezik
Buglere jezik (bobota, bocota, bofota, bogota, bokota, bukueta, murire, nortenyo, veraguas sabanero; ISO 639-3: sab), indijanski jezik iz skupine guaymi, kojim govori 2 500 Bugle (Buglere) i Murire Indijanaca u planinskom području zapadne Paname. 
Postoje dva dijalekta, sabanero i bokotá. Piše se na latinici

## Vanjske poveznice
- Ethnologue (14th)
- Ethnologue (15th)